# Sreepur (Magura)
Sreepur è un sottodistretto (upazila) del Bangladesh situato nel distretto di Magura, divisione di Khulna. Si estende su una superficie di 179,18 km² e conta una popolazione di 166.749 abitanti (dato censimento 2011).